# Тетраарсенид гептаниобия
Тетраарсенид гептаниобия — бинарное неорганическое соединение 
ниобия и мышьяка
с формулой Nb7As4,
кристаллы,
не растворимые в воде.

## Получение
- Спекание стехиометрических количеств порошкообразного ниобия и мышьяка:

{\displaystyle {\mathsf {7Nb+4As\ {\xrightarrow {1700^{o}C}}\ Nb_{7}As_{4}}}}

## Физические свойства
Тетраарсенид гептаниобия образует кристаллы
моноклинной сингонии,
пространственная группа C 2/c,
параметры ячейки a = 1,53716 нм, b = 0,35242 нм, c = 1,41920 нм, β = 104,74°, Z = 4

.
Не растворяется в воде.